# SC Espinho
Sporting Clube de Espinho ist ein Sportverein aus der portugiesischen Stadt Espinho im Norden des Landes.
Die Fußballmannschaft spielte in der Saison 2004/05 in der 2. portugiesischen Liga, der Liga da Honra (Ehrenliga), stieg aber als 18. ab. Neben Fußball betreibt der Verein die Abteilungen Volleyball, Handball, Schwimmen, Leichtathletik und Hallenfußball. Die Volleyballabteilung hat mehrere nationale Titel sowie 2001 den europäischen Top Teams Cup gewonnen.

## Erfolge

### Volleyball
- Top Teams Cup – 1
  - 2001
- Portugiesischer Meister – 15
  - 1957, 1959, 1961, 1963, 1965, 1985, 1987, 1995, 1996, 1997, 1998, 1999, 2000, 2006, 2007
- Portugiesischer Pokal – 9
  - 1965, 1984, 1985, 1996, 1997, 1998, 1999, 2000, 2001
- Portugiesischer Supercup – 4
  - 1995, 1997, 1998, 2000

## Trainer der Fußballabteilung
- Vítor Pereira (2005–2007)